# آدا جنكينز
آدا جنكينز (بالإنجليزية: Adah Louise Killion Jenkins)‏ هي موسيقية أمريكية، ولدت في 23 أبريل 1901، وتوفيت في 8 مايو 1973.